# Disk Me
Disk Me è un singolo del cantante brasiliano Pabllo Vittar, pubblicato il 5 ottobre 2018 come secondo estratto dal terzo extended play Ressuscita.
La canzone presenta elementi di brega funky e kizomba angolana, mentre il video è stato influenzato da aspetti della cultura latina e dallo stile di cantanti internazionali, come Lana Del Rey. 